# Internationale Orgelwoche Nürnberg

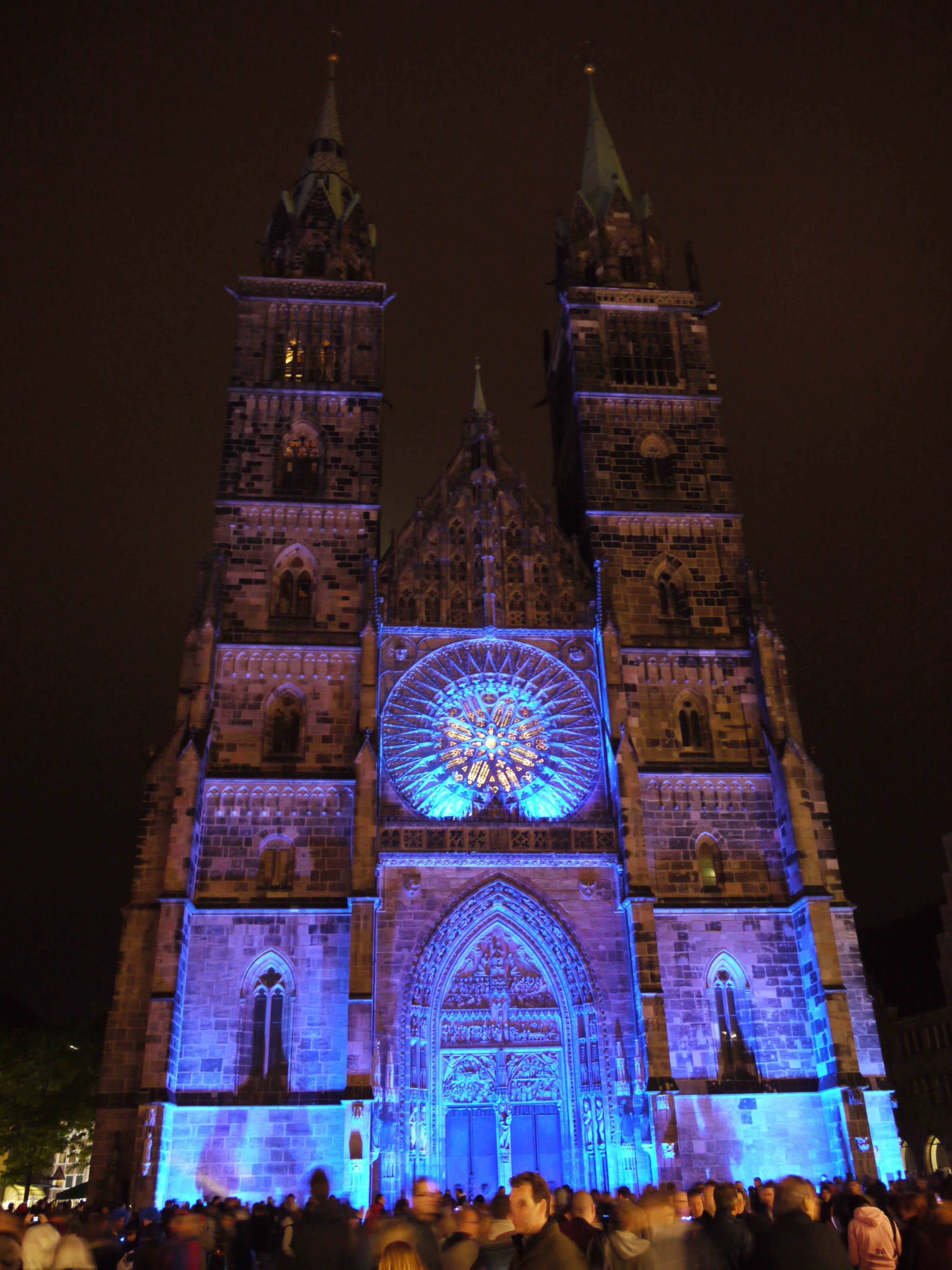
St. Lorenz zur „Blauen Nacht“ 2010

Die Internationale Orgelwoche Nürnberg – Musica Sacra (abk.: ION) ist ein Festival geistlicher Musik, welches jährlich in Nürnberg stattfindet.

## Geschichte
Seit 1951 wird das auch als Europas Fest Geistlicher Musik bezeichnete Festival jährlich an zehn Tagen im Mai oder Juni in Nürnberg veranstaltet. Es gehört zu den größten und ältesten Musikfesten dieser Art in Europa und ist bis heute ein kultureller Höhepunkt der Metropolregion Nürnberg. In den ersten Jahren stand Orgelmusik an den Orgeln der beiden großen evangelischen Altstadtkirchen St. Lorenz und St. Sebald im Mittelpunkt des Programms. Mittlerweile werden konfessionsübergreifend auch die katholische Frauenkirche und Kirchen außerhalb der Stadtmauern einbezogen. So gehörten des Öfteren auch Kirchen im fränkischen Umland, wie die Stadtkirche St. Gumbertus in Ansbach mit ihrer Wiegleb-Orgel oder das Heilsbronner Münster zu den Veranstaltungsstätten. Seit 2019 verantwortet Moritz Puschke das Programm der ION, zunächst in der Position des künstlerischen Leiters und seit 2021 als geschäftsführender Intendant.
Im Jahr 2025 wurden für das Festival 12.000 Tickets verkauft – eine Steigerung gegenüber dem Vorjahr um 20 % und ein neuer Rekord.

## Musik
Der Beiname Musica Sacra bringt zum Ausdruck, dass neben Orgelmusik alle Arten geistlicher Musik gleichbedeutend in das Programm einbezogen werden. Große Vokal- und Instrumentalwerke, wie z. B. sinfonische Werke und Oratorien, kommen vor allem bei den Eröffnungs- und Schlusskonzerten zur Aufführung. Werktäglich findet ein Mittagskonzert ausschließlich mit Orgelmusik statt. Neben den Konzerten internationaler Künstler finden Gottesdienste und Andachten statt. Außerdem werden Meisterkurse renommierter Organisten sowie wissenschaftliche Symposien veranstaltet.
Zur Aufführung kommen Werke aus allen Musikepochen. Seit jeher versteht sich die ION auch als Forum für zeitgenössische Musik, wobei regelmäßig Auftragskompositionen speziell für die Orgelwoche entstanden, zuletzt etwa von Peter Maxwell Davies, Werner Heider oder Rodion Schtschedrin. Rund 200 Werke wurden im Rahmen des Festivals in Nürnberg uraufgeführt.
Um auch neues Publikum für geistliche Musik zu gewinnen, werden verschiedenste Projekte in das Festival integriert. Für den Hörer-Nachwuchs gibt es seit 2005 ein dreiteiliges Schulprojekt. Schüler aller Jahrgangsstufen können, von Orgelprofis erklärend begleitet, die Orgel von innen erleben und selbst spielend ausprobieren. Damit soll die „ehrfurchtsvolle Distanz“ zu dem Instrument verringert und es als faszinierend moderne „Klangmaschine“ präsentiert werden. In den letzten zehn Jahren wurden auf dem Platz vor der Sebalduskirche vom Mobilen Kino Nürnberg Stummfilme auf Großbildleinwand gezeigt, zu denen live aus der Sebalduskirche improvisierte Orgelmusik als Begleitung übertragen wurde. Auf dem Programm stehen dabei Stummfilmklassiker wie z. B. Das Phantom der Oper (2004), Nosferatu (2005) oder Dr. Jekyll und Mr. Hyde (2011).
Seit 2013 will der Künstlerische Leiter Folkert Uhde die ION neu erlebbar machen, indem er die etablierte Marke „Orgelwoche“ frisch auflädt – in einer Erweiterung des Verständnisses und der Ausdeutung dessen, was „geistliche Musik“ sein kann, durch ineinandergreifende Raum-Klang-Konzepte, Lichtdesign, unkonventionelle Konzertformate, Veranstaltungsorte und Medien. Seinen ION-Einstand gab er 2013 unter dem Motto „Gnade“ mit rund 30 Veranstaltungen, die eine musikalische Bandbreite vom Mittelalter bis zur Uraufführung einer Komposition für Elektronik boten. Die größte Veranstaltung war eine in dieser Form erstmals veranstaltete „IONacht“. Die ION 2014 trat mit eigens für das Festival konzipierten und produzierten Aufführungsformen hervor. „Rausch“ war das verbindende Thema vom 23. Mai bis zum 1. Juni. Zm Programm gehörten u. a. das Eröffnungskonzert zur Wiederentdeckung des Nürnberger Meisters Johann Staden, eine Konzertreihe, die Facetten des Rausches auslotete (u. a. mit dem Chor des Bayerischen Rundfunks, Midori Seiler, Martin Helmchen, The Tallis Scholars unter Peter Phillips), ein vierteiliger Zyklus mit Orgeltranskriptionen von Sinfonien Gustav Mahlers und das Abschlusskonzert u. a. mit einer Uraufführung für Percussion-Ensemble. Eine Neuauflage erlebten die IONacht, die „Klangproben – 20 Minuten ION gratis“, die ION-Party und Klassiker wie die Mittagskonzerte.
Neben den Nürnberger Ensembles, darunter seit den 1960er Jahren die Staatsphilharmonie Nürnberg, und Kirchenmusikern werden alljährlich herausragende Organisten sowie international renommierte Solisten, Chöre und Orchester eingeladen, wie z. B. der RIAS Kammerchor, der Windsbacher Knabenchor, der Thomanerchor Leipzig, der Rundfunkchor Berlin und der Dresdner Kammerchor, Midori Seiler, Hille Perl, Hans-Ola Ericsson, Roger Norrington, Peter Planyavsky, Ben van Oosten, Olivier Latry, Daniel Roth.

## Orgelwettbewerb
Seit 1968 findet neben dem Konzertprogramm ein internationaler Orgelwettbewerb zur Förderung junger Nachwuchsorganisten statt. In den Jahren 2005/2006 wurde er einer kritischen Bestandsaufnahme unterzogen und neu ausgerichtet. Seit 2007 wird er nun alle zwei Jahre als Interpretationswettbewerb ausgeschrieben. Einige der bisherigen Preisträger sind Michael Radulescu, Peter Planyavsky, Jon Laukvik, Ludger Lohmann, Christoph Bossert, Naji Hakim und Martin Schmeding.

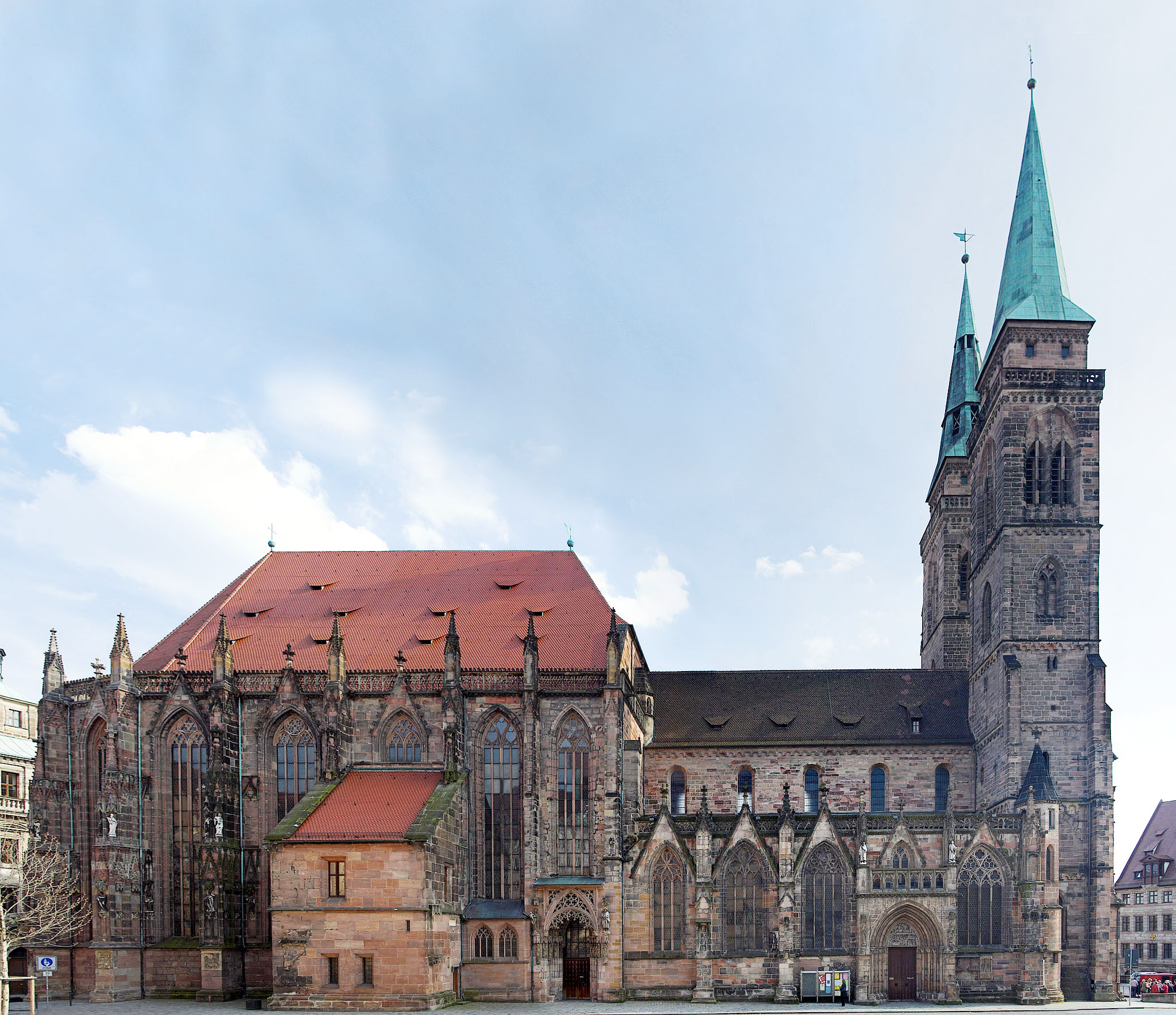
St. Sebald, Ansicht von Norden

## Spielorte
Die Veranstaltungsorte variieren von Jahr zu Jahr. Zu den regelmäßigen Spielorten der ION gehören u. a.:
- Aufseßsaal im Germanischen Nationalmuseum Nürnberg
- Frauenkirche Nürnberg
- Kartäuserkirche im Germanischen Nationalmuseum Nürnberg
- St. Egidien Nürnberg
- St. Klara Nürnberg
- St. Lorenz Nürnberg
- St. Martha Nürnberg
- St. Martin Nürnberg
- St. Sebald Nürnberg
- St Nikolaus und St. Ulrich Nürnberg-Mögeldorf

Weitere bisherige Veranstaltungsorte:
- Uhrenhaus der N-Ergie Nürnberg
- Münster Heilsbronn
- St. Gumbertus Ansbach
- Klosterkirche Ebrach
- Kaiserdom Bamberg

## Organisation
Die ION ist eine Öffentliche Stiftung des Bürgerlichen Rechts, errichtet von der Stadt Nürnberg, der evangelisch-lutherischen Landeskirche Bayern und dem „Freundeskreis der ION e. V.“ Neben öffentlicher Unterstützung (Freistaat Bayern, Bezirk Mittelfranken, Stadt Nürnberg) und kirchlichen Zuschüssen finanzieren in erster Linie Sponsoren aus der lokalen Wirtschaft (Sparkasse Nürnberg) und Mäzene die ION. Langjähriger Leiter der ION war Werner Jacob. Ihm folgten in den Jahren 2004 bis 2007 der britische Dirigent Robert King und für die Jahre 2009 bis 2012 der Komponist Wilfried Hiller. Ab 2013 war für zunächst vier Jahre Folkert Uhde Künstlerischer Leiter der ION. Geschäftsführer war lange Zeit Hanns Helmut Mähner, der zusammen mit Werner Jacob für seine Verdienste um die Förderung der Musica Sacra mit dem Wolfram-von-Eschenbach-Preis ausgezeichnet wurde. Seit März 2015 führen Gabriele Lösch und Cornelia Schiffel die Geschäfte.